# Lisa Kleypas
Lisa Annette Kleypas (Temple, 5 novembre 1964) è una scrittrice statunitense. È autrice di numerosi romanzi rosa sia storici che contemporanei, tradotti in diverse lingue.

## Biografia
Kleypas è nata a Temple (Texas), figlia di Lloyd, un architetto, e Linda, una casalinga. Quando aveva meno di un anno la sua famiglia si è trasferita in Massachusetts, dove ha vissuto per qualche anno a Watertown e poi a Carlisle. Tra i dodici e i ventiquattro anni ha abitato nell'area di Concord e Lexington. Ha iniziato a scrivere a sedici anni, durante un campo estivo al Wellesley College, per evitare di partecipare alle attività agonistiche previste dal programma. Per incoraggiarla, i suoi genitori l'hanno quindi mandata a una conferenza di scrittori a Bretton Woods. Nei cinque anni successivi ha scritto un'opera nuova ogni estate, nessuna delle quali pubblicabile, dedicandosi ai romanzi rosa ambientati durante la reggenza inglese dopo essere rimasta affascinata da un corso sull'età georgiana al Boston College. Nel 1986 ha partecipato a Miss America con la fascia di Miss Massachusetts e successivamente si è concentrata sugli studi: si è laureata in scienze politiche al Wellesley College tre mesi dopo aver venduto il suo primo manoscritto a una casa editrice.
È sposata con Gregory Ellis,  vicepresidente di una compagnia. La coppia ha due figli; il primogenito si chiama Griffin.

## Stile
Tra le sue ispirazioni ha citato Cime tempestose e E. M. Forster, oltre a scrittori suoi contemporanei come Laura Kinsale, Loretta Chase, Tom e Sharon Curtis, e Kathleen Woodiwiss. I suoi primi romanzi sono conformi alla narrativa rosa degli anni Settanta e Ottanta, perciò in essi la protagonista si ritrova spesso in pericolo e necessita dell'aiuto dell'eroe; in seguito si è invece concentrata su eroine che hanno il controllo della propria vita, enfatizzandone bisogni ed obiettivi, e per la serie dei Ravenel ha creato protagoniste femminili che cercano la realizzazione personale all'infuori del matrimonio. La partecipazione ai concorsi di bellezza ha influenzato la caratterizzazione dei suoi personaggi, portandola a non scrivere mai eroine fisicamente perfette e sicure di sé, mentre per gli eroi dei suoi racconti preferisce "un uomo mascolino capace di esprimersi ma che non parla mai forbito", con una "innata forza di carattere, che si è fatto da sé oppure è riuscito a superare circostanze difficili" e che arriva ad amare la protagonista "con la stessa intensità di Heatcliff". Nelle sue trame ricorre spesso a disadattati e outsider che cercano di integrarsi, come eroi non aristocratici ed eroine fuori posto, e che vengono infine apprezzati per quello che sono. Per quanto riguarda la parte romantica, Kleypas ritiene che i due amanti debbano incoraggiarsi a vicenda a perseguire i propri obiettivi individuali e che l'eroina debba migliorare come persona grazie alla presenza dell'eroe nella sua vita, anziché diventarne un'estensione e trascorrere la vita a partorirne i figli.
Nel suo primo romanzo la protagonista femminile viene sedotta con la forza dal protagonista maschile, una scena di cui successivamente Kleypas ha detto che "mi ha messo così a disagio che ho fatto in modo che l'eroe si pentisse e scusasse per tutto il resto del libro. Non ne ho più fatte altre da allora". In un'intervista del 2017 ha raccontato che, avendo vissuto negli anni Settanta e Ottanta, all'inizio della carriera "avevo assorbito inconsciamente molte convinzioni molto sessiste e misogine. Anche i miei sentimenti personali nei confronti degli uomini, come ciò che fosse attraente, ciò che fosse sexy, erano diversi rispetto ad ora. Ero molto presa dall'idea di essere baciata con la forza e portata via con passione, il che ora, per me, non è sexy quanto due persone intelligenti e forti che si sfidano e scoprono chi l'altro sia"; prima delle scene d'amore ha quindi inserito dialoghi in cui l'eroe chiede il consenso alla protagonista. Alcune edizioni audio dei suoi libri sono state riviste e aggiornate per rendere certe scene più consenzienti.
Scrive i romanzi storici in terza persona, mentre i romanzi contemporanei in prima persona.

## Impatto culturale
Nel 2012, Hallmark ha adattato Come finiscono le favole in un film per la televisione, Natale con Holly. La serie delle Audaci zitelle ha avuto una trasposizione manga in due volumi nel 2015.

## Opere

### Romanzi storici
- Where Passion Leads (Berkley, 1987)
- L'amore che viene (Love, Come To Me, Onyx, 1988), Leggereditore, ISBN 978-88-65-08504-2
- Forever My Love (Onyx, 1988)
- Give Me Tonight (Onyx, 1989)
- Only In Your Arms (Avon, 1992), riscritto e ripubblicato come Sposare uno sconosciuto (When Strangers Marry, Avon, 2002), Mondadori, ISBN 978-88-35-70443-0[N 1][14]
- Solo con il tuo amore (Only With Your Love, Avon, 1992), Mondadori, ISBN 978-88-35-70828-5[N 1]
- Infine, tu (Then Came You, Avon, 1993), Mondadori, ISBN 978-88-04-63801-8[N 2]
- Sognando te (Dreaming of You, Avon, 1994), Mondadori, ISBN 978-88-04-57739-3[N 2]
- Voglio ritrovarti (Somewhere I'll Find You, Avon, 1995), Mondadori, ISBN 978-88-52-08227-6[N 3]
- Cuore a cuore (Midnight Angel, Avon, 1995), Mondadori, ISBN 978-88-52-07803-3
- Con te, adesso (Prince of Dreams, Avon, 1995), Mondadori, ISBN 978-88-52-08012-8
- Perché sei mia! (Because You're Mine, Avon, 1997), Mondadori, ISBN 978-88-52-08439-3[N 3]
- Irresistibile sconosciuto (Strangers In My Arms, Avon, 1998), Mondadori, ISBN 978-88-52-04399-4
- L'alba dei sogni (When Dreams Begin, Avon, 2000), Mondadori, ISBN 978-88-04-65425-4
- All'improvviso tu (Suddenly You, HarperCollins, 2002), Mondadori, ISBN 978-88-04-65398-1

#### SerieGli agenti di Bow Street(Bow Street Runners)
La serie ha per protagonisti gli agenti di Bow Street, i quali svolgevano indagini investigative e prestavano servizio come magistrati di Londra prima che la città avesse una propria forza di polizia.
1. Ti amerò per sempre (Someone To Watch Over Me, Avon, 1999), Mondadori, ISBN 978-88-04-64399-9
2. L'amante di Lady Sophia (Lady Sophia's Lover, Avon, 2002), Mondadori, ISBN 978-88-04-58342-4
3. Amore ad ogni costo (Worth Any Price, Avon, 2003), Mondadori, ISBN 978-88-04-64992-2
4. Nodi d'amore (Against the Odds, Avon, 2003), racconto contenuto nella raccolta Dov'è il mio eroe (Where's My Hero?) con Kinley MacGregor e Julia Quinn, Mondadori, ISSN 1120-5199 (WC · ACNP)[N 4]

#### SerieAudaci zitelle(The Wallflowers)
La serie, ispirata al legame che univa Kleypas e le sue amiche di scuola e al modo in cui si sostenevano quando non venivano invitate a ballare dai ragazzi, segue quattro giovani donne mal inserite in società che si aiutano a trovare marito durante il periodo della reggenza inglese.
1. Magia di un amore (Again The Magic, 2004), Leggereditore, ISBN 978-88-65-08532-5 (prequel)
2. Segreti di una notte d'estate (Secrets of a Summer Night, Avon, 2005), Leggereditore, ISBN 978-88-6508-349-9
3. Accadde in autunno (It Happened One Autumn, Avon, 2005), Leggereditore, ISBN 978-88-6508-350-5
4. Peccati d'inverno (Devil In Winter, Avon, 2006), Leggereditore, ISBN 978-88-6508-417-5
5. Scandalo in primavera (Scandal in Spring, Avon, 2006), Leggereditore, ISBN 978-88-6508-471-7
6. L'ultima sorpresa (A Wallflower Christmas, St. Martin's Press, 2008), Mondadori. Ripubblicato da Leggereditore con il titolo Scandalo sotto il vischio, ISBN 978-88-33-75305-8

#### SerieThe Hathaways
I romanzi ruotano intorno alle vicende della famiglia Hathaway – un fratello e quattro sorelle rimasti orfani – che ereditano improvvisamente un titolo nobiliare e una proprietà nell'Hampshire. Ritornano alcuni personaggi dalla serie Audaci zitelle, e lo zingaro Cam Rohan da Peccati d'inverno è il protagonista maschile del primo volume.
1. Fino a mezzanotte (Mine Till Midnight, St. Martin's Press, 2007), Mondadori, ISBN 978-88-52-03081-9
2. All'alba sarò tua (Seduce Me At Sunrise, St. Martin's Press, 2008), Mondadori, ISBN 978-88-52-03082-6
3. Al calar della sera (Tempt Me At Twilight, St. Martin's Press, 2007), Mondadori, ISBN 978-88-52-03083-3
4. Sposa del mattino (Married By Morning, St. Martin's Press, 2010), Mondadori, ISBN 978-88-52-03395-7
5. Pomeriggio d'amore (Love In The Afternoon, St. Martin's Press, 2010), Mondadori, ISBN 978-88-52-03893-8

Kleypas ha scritto inoltre il racconto Un matrimonio degli Hathaway (A Hathaway Wedding, St. Martin's Press, 2009), Mondadori, ISBN 978-88-52-04480-9, che fa da epilogo ad All'alba sarò tua.

#### SerieThe Ravenels
Ambientata nell'età vittoriana, la serie inizia con un libertino, Devon Ravenel, che eredita da un lontano parente deceduto il titolo di conte e una tenuta sull'orlo della bancarotta, abitata dalla vedova e dalle sorelle del defunto. Il diavolo in primavera è ispirato alla storia di Elizabeth Magie, inventrice di The Landlord's Game, precursore del Monopoly, mentre l'eroina di Come due sconosciuti, la dottoressa Garrett Gibson, è basata sulla prima donna medico inglese, Elizabeth Garrett Anderson. Evie e Sebastian dalla serie delle Audaci zitelle ritornano come comparse insieme ai loro figli, due dei quali – Gabriel e Phoebe – sono protagonisti rispettivamente del terzo e del quinto volume. Una tentazione pericolosa fa da ulteriore crossover tra le due serie.
1. Un libertino dal cuore di ghiaccio (Cold-Hearted Rake, Avon, 2015), Mondadori, ISBN 978-88-04-66124-5
2. Una moglie per Winterborne (Marrying Winterborne, Avon, 2016), Mondadori, ISBN 978-88-04-66527-4
3. Il diavolo in primavera (Devil in Spring, Avon, 2017), Mondadori, ISBN 978-88-04-68235-6
4. Come due sconosciuti (Hello Stranger, Avon, 2018), Mondadori, ISBN 978-88-04-70061-6
5. La figlia del diavolo (Devil's Daughter, Avon, 2019), Mondadori, ISBN 978-88-04-72604-3
6. Un matrimonio per Cassandra (Chasing Cassandra, Avon, 2020), Mondadori, ISBN 978-88-04-73897-8
7. Una tentazione pericolosa (Devil in Disguise, Avon, 2021), Mondadori, ISBN 978-88-04-75008-6

#### Novelle
- Un regalo d'amore (Surrender, Avon, 1991, contenuto nella raccolta Christmas Love Stories con Kay Hooper, Shannon Drake e Diane Wicker Davis), Leggereditore, ISBN 978-88-65-08413-7
- Promises (Avon, 1995, contenuto nella raccolta Three Weddings and a Kiss con Kathleen E. Woodiwiss, Catherine Anderson e Loretta Chase)[N 5]
- Tuo per sempre (I Will: A Christmas Novella, Avon, 2001, contenuto nella raccolta Wish List con Lisa Cach, Claudia Dain e Lynsay Sands), Leggereditore, ISBN 978-88-65-08343-7[N 3]

### Romanzi contemporanei

#### SerieTravis
La serie, ambientata a Houston (Texas), segna la prima esplorazione del romanzo rosa contemporaneo anziché storico da parte di Kleypas e segue le vicende dei quattro fratelli Travis, magnati dell'industria petrolifera.
1. Sugar Daddy (Sugar Daddy, St. Martin's Press, 2007), Mondadori, ISBN 978-88-04-57230-5
2. Il diavolo ha gli occhi azzurri (Blue-Eyed Devil, St. Martin's Press, 2008), Mondadori, ISBN 978-88-04-59594-6
3. Una calda estate in Texas (Smooth Talking Stranger, St. Martin's Press, 2009), Mondadori, ISBN 978-88-04-62558-2
4. La ragazza dagli occhi scuri (Brown-Eyed Girl, St. Martin's Press, 2015), Leggereditore, ISBN 978-88-6508-578-3

#### SerieFriday Harbor
1. Come finiscono le favole (Christmas Eve At Friday Harbor, St. Martin's Press, 2010), Mondadori, ISBN 978-88-04-62225-3
2. Una piccola magia (Rainshadow Road, St. Martin's Press, 2012), Mondadori, ISBN 978-88-04-62434-9
3. Sogni sull'acqua (Dream Lake, St. Martin's Press, 2012), Mondadori, ISBN 978-88-04-62933-7
4. L'amore è il mio incantesimo (Crystal Cove, St. Martin's Press, 2012), Mondadori, ISBN 978-88-04-63176-7

## Riconoscimenti
- Premio RITA[26]
  - 2002 – Novella romantica per Tuo per sempre
  - 2004 – Storico breve per Amore ad ogni costo